# Chandornmondon
Chandornmondon Sobhon Bhagawati, công chúa Wisutkrasat (tiếng Thái: จันทรมณฑลโสภณภควดี; (phát âm tiếng Thái: [tɕān.tʰɔːn.mōn.tʰōn sǒː.pʰōn.pʰá (ʔ).kʰá (ʔ).wá (ʔ).diː]; RTGS: Chanthonmonthon Sophonphakhawadi; ngày 24 tháng 4 năm 1855 - 14 tháng năm 1863) còn được gọi là công chúa Fa-ying hoặc Somdet Chao Fa-ying (tiếng Thái: สมเด็จเจ้าฟ้าหญิง; "Royal Điện hạ công chúa") là một công chúa của Xiêm La và con gái duy nhất của vua Mongkut và hoàng hậu Debsirindra.

## Tiểu sử
Công chúa Chandornmondon được sinh ra tại Hoàng cung ở Bangkok, vào ngày 24 tháng 4 năm 1855, là con gái duy nhất của vua Mongkut và hoàng hậu Debsirindra. Chandornmondon có một người anh trai, Hoàng tử Chulalongkorn và em trai, Hoàng tử Chaturonrasmi và Hoàng tử Bhanurangsi Savangwongse.
Cô ban đầu được đặt tên là Chandornmondon, và thay đổi để Chandornmondon Sobhon Bhagawati vào năm 1862 bởi theo lệnh của vua Mongkut. cha cô gọi cô là "Nang Nu" (tiếng Thái: นางหนู; "một đứa con gái nhỏ"), và nổi tiếng nhất trong các cung điện bằng biệt danh là "Fa-ying" của cô.
Công chúa Chandornmondon đã giảng giải về các ngôn ngữ tiếng Anh và cách cư xử của phương Tây bởi Anna Leonowens.
Cô chết vì bệnh tả trên 14 Tháng 5 năm 1863 và được chôn cất tại Sanam Luang ở Bangkok. Khi Chulalongkorn đã đăng quang vào năm 1867, cô được truy tặng trao danh hiệu công chúa Wisutkrasat (tiếng Thái: วิสุทธิกระษัตริย์ "người phụ nữ của sự tinh khiết") vào ngày 03 tháng 5 năm 1884.

## Di sản
Cô ấy là một "công chúa fa-ying" một nhân vật trong Anna and the King. và Wisutkasat đường là tên cho công chúa Chandornmondon.

## Titles and Styles
- ngày 24 tháng 4 năm 1855 — 1862: Her Royal Highness Princess Chandornmondon
- 1862 — ngày 14 tháng 5 năm 1863: Her Royal Highness Princess Chandornmondon Sobhon Bhagawati
- Posthumous Name: Her Royal Highness Princess Chandornmondon Sobhon Bhagawati, the Princess Wisutkrasat (ngày 3 tháng 5 năm 1884)